# Fonaments quàntics
Els fonaments quàntics és una disciplina de la ciència que pretén comprendre els aspectes més contraintuïtius de la teoria quàntica, reformular-la i fins i tot proposar noves generalitzacions de la mateixa. Contràriament a altres teories físiques, com la relativitat general, els axiomes definitoris de la teoria quàntica són bastant ad hoc, sense una intuïció física evident. Tot i que condueixen a les prediccions experimentals adequades, no venen amb una imatge mental del món on encaixen.
Hi ha diferents enfocaments per resoldre aquest buit conceptual:
- En primer lloc, es pot posar la física quàntica en contraposició amb la física clàssica: identificant escenaris, com els experiments de Bell, on la teoria quàntica es desvia radicalment de les prediccions clàssiques, s'espera obtenir coneixements físics sobre l'estructura de la física quàntica.
- En segon lloc, es pot intentar trobar una re-derivació del formalisme quàntic en termes d'axiomes operacionals.
- En tercer lloc, es pot buscar una correspondència completa entre els elements matemàtics del marc quàntic i els fenòmens físics: qualsevol correspondència d'aquest tipus s'anomena interpretació.
- En quart lloc, es pot renunciar completament a la teoria quàntica i proposar un model diferent del món.

La recerca en fonaments quàntics s'estructura al llarg d'aquests camins.

## Característiques no clàssiques de la teoria quàntica

### No localitat quàntica
Dues o més parts separades que realitzen mesures sobre un estat quàntic poden observar correlacions que no es poden explicar amb cap teoria de variables ocultes locals.

### Contextualitat quàntica
La no localitat es pot entendre com una instància de contextualitat quàntica. Una situació és contextual quan el valor d'un observable depèn del context en què es mesura (és a dir, de quins altres observables també s'estan mesurant).

### Models epistèmics per a la funció d'ona quàntica
Una propietat física és epistèmica quan representa els nostres coneixements o creences sobre el valor d'una segona característica més fonamental. La probabilitat que es produeixi un esdeveniment és un exemple de propietat epistèmica.

### Reconstruccions axiomàtiques
Alguns dels aspectes contra-intuïtius de la teoria quàntica, així com la dificultat d'estendre-la, es deriven del fet que els seus axiomes definitoris no tenen una motivació física. Per tant, una àrea activa de recerca en fonaments quàntics és trobar formulacions alternatives de teoria quàntica que es basen en principis físicament convincents.